# 新川西 (大分市)
新川西（しんかわにし）は、大分県大分市の地名。現行行政地名は新川西一丁目及び新川西二丁目。住居表示実施済区域。

## 地理
大分市の中心部に位置し、東に新川町、南に住吉町、南西に大字勢家、西に芦崎と接している。

## 歴史

### 沿革
- 2022年（令和4年）1月8日 - 住居表示を実施に伴い、大字勢家の一部（通称:新川西）から、新川西一丁目及び新川西二丁目を新設[5]。

### 町名の変遷
| 実施後       | 実施年月日              | 実施前（各町名ともその一部、公称のみ） |
| ------------ | ----------------------- | -------------------------------------- |
| 新川西一丁目 | 2022年（令和4年）1月8日 | 大字勢家、大字勢家字芦崎（各一部）     |
| 新川西二丁目 | 2022年（令和4年）1月8日 | 大字勢家、大字勢家字京泊（各一部）     |

## 世帯数と人口
2022年（令和4年）3月31日現在（大分市発表）の世帯数と人口は以下の通りである。
| 丁目         | 世帯数  | 人口  |
| ------------ | ------- | ----- |
| 新川西一丁目 | 131世帯 | 244人 |
| 新川西二丁目 | 134世帯 | 261人 |
| 計           | 265世帯 | 505人 |

## 学区
市立小・中学校に通う場合、学区は以下の通りとなる（2022年4月時点）。
| 丁目         | 番・番地等 | 義務教育学校     |
| ------------ | ---------- | ---------------- |
| 新川西一丁目 | 全域       | 大分市立碩田学園 |
| 新川西二丁目 | 全域       | 大分市立碩田学園 |

## 施設
- 大分朝日放送株式会社 本社
- ドン.キホーテ D Plaza 大分店[7]
- ディスカウントドラッグコスモス 大分新川店[8]

## その他

### 日本郵便
- 郵便番号 : 870-0015[2]（集配局 : 大分中央郵便局[9]）。